# Super Bowl XLV
Super Bowl XLV var en match i amerikansk fotboll mellan mästarna för American Football Conference (AFC), Pittsburgh Steelers och mästarna för National Football Conference (NFC), Green Bay Packers för att avgöra vilket lag som skulle bli mästare för säsongen 2010 av National Football League (NFL). Packers besegrade Steelers med 31–25. Matchen spelades 6 februari 2011 på Cowboys Stadium i Arlington i Texas. Det var första gången Super Bowl spelades i storstadsområdet Dallas–Fort Worth, och fjärde gången Green Bay vann Super Bowl.
I gruppspelet vann Pittsburgh Steelers 12 matcher och förlorade 4, och i slutspelet besegrade Steelers Baltimore Ravens i Divisional Playoffs, och New York Jets i AFC Championship.
Green Bay Packers tog sig till slutspelet genom att ta den sjätte och sista slutspelsplatsen i NFC efter att ha vunnit 10 gruppspelsmatcher och förlorat 6. I slutspelet besegrade Packers Philadelphia Eagles i Wild Card Playoffs, Atlanta Falcons i Divisional Playoffs och Chicago Bears i NFC Championship.